# Lamhaa
Pour plus de détails, voir Fiche technique et Distribution.
Lamhaa est un film indien écrit et réalisé par Rahul Dholakia sorti en 2010. 
Le film décrit la situation troublée au Cachemire et donne la vedette à Sanjay Dutt, Bipasha Basu, Anupam Kher et Kunal Kapoor.

## Synopsis
Vikram Sabharwal, agent spécial de l'armée indienne, est envoyé au Cachemire pour découvrir qui se cache derrière les violences qui meurtrissent la région. Sous l'identité d'un journaliste, il mène une enquête qui lui fait rencontrer Aziza Abbas Ansari, fille d'un héros cachemiri tué dans un attentat, Haji Sayyed Shah, leader séparatiste retors, et Aatif Hussain, jeune politique pacifiste.

## Fiche technique
- Titre : Lamhaa
- Titre original en hindi : लम्हा
- Réalisation : Rahul Dholakia
- Scénario : Rahul Dholakia
- Production : Bunty Walia
- Musique : Mithoon
- Costume : Shabina Khan
- Photographie : Jamie Fowlds
- Montage : Ashmith Kunder
- Directeur artistique : Wasiq Khan
- Pays de production :  Inde
- Langue : hindi
- Genre : action
- Durée : 135 minutes
- Date de sortie : 16 juillet 2010

Fiche technique établie d'après IMDb

## Distribution
- Sanjay Dutt :  Vikram Sabharwal
- Bipasha Basu :  Aziza Abbas Ansari
- Kunal Kapoor :  Aatif Hussain
- Anupam Kher : Haji Sayyed Shah
- Shernaz Patel : Parveena
- Yaspal Sharma : Rauf
- Vishwajeet Pradhan : Daljeet
- Vipin Sharma (en) :  colonel Kapoor
- Yuri Suri :  Pacha
- Rajesh Khera :  Parvez
- Murli Sharma : Dhruv Raina

## Production
Le choix du producteur et du réalisateur se porte d'abord sur Karisma Kapoor pour le premier rôle féminin. Cependant, après avoir accepté, celle-ci se retire craignant de tourner au Cachemire. C'est alors Bipasha Basu qui est retenue mais elle quitte le tournage en novembre, ayant pris peur face à des mouvements de foules mal contrôlés. Elle rejoint de nouveau l'équipe en janvier après que des mesures ont été prises pour assurer sa sécurité.

## Réception
Critique
Le film reçoit des critiques modérées mais généralement élogieuses pour l'interprétation de Bipasha Basu. The Times of India accorde au film trois étoiles sur cinq  « Lamhaa plonge un regard sans concession sur les troubles complexes du Cachemire, basé sur tellement de vraies vies que vous ne pouvez arriver qu'à une seule conclusion : maintenant il y a un vrai film sur de vrais problèmes». India Today donne au film trois étoiles et demi sur cinq « Lamhaa est un film saisissant fidèle à la réalité du cachemire ». Quelques critiques n'apprécient pas le film et on peut lire sur IBN : « le récit est beaucoup trop fracturé en ne sais pas qui est réellement la vedette du film »
Box-office
Le film est un échec au box-office compte tenu de sa distribution dans 950 salles indiennes, il rapporte seulement 86 000 000 roupies indiennes. (1e semaine : ₹81 200 000, 2e semaine : ₹4 000 000, 3e semaine : ₹700 000, 4e semaine : ₹100 000).